# Watsonia (revista)
Watsonia es una revista botánica especializada en la investigación de la flora nativa de las islas británicas. Se la nombró en honor al naturalista inglés William Watson, al igual que el género de plantas Watsonia. Esta revista es publicada por la Botanical Society of the British Isles (BSBI) (Sociedad Botánica de las Islas Británicas) dos veces al año. Fue precedida por Botanical Society Exchange Club of the British Isles y le sustituye New Journal of Botany.